# Суруловка
Суруловка (рос. Суруловка) — село в Новоспаському районі Ульяновської області Російської Федерації.
Населення становить 580 осіб. Входить до складу муніципального утворення Новоспаське міське поселення.

## Історія
Від 2004 року входить до складу муніципального утворення Новоспаське міське поселення.

## Населення
| 2010 |
| ---- |
| 580  |